# Marian Cichosz
Marian Cichosz (ur. 17 czerwca 1954 w Mościskach) – polski urzędnik państwowy, prawnik i polityk, doktor nauk ekonomicznych. Wojewoda chełmski (1994–1997), Senator IV kadencji (1997–2000), w latach 2007–2009 sekretarz stanu w Ministerstwie Sprawiedliwości, w latach 2011–2014 wiceprezes Najwyższej Izby Kontroli, a następnie konsul generalny RP w Hamburgu (2014–2016).

## Życiorys
Ukończył studia na Wydziale Prawa i Administracji Uniwersytetu Marii Curie-Skłodowskiej w Lublinie. W 2011 na Politechnice Radomskiej uzyskał stopień doktora nauk ekonomicznych na podstawie napisanej pod kierunkiem Ewy Bojar pracy pt. Zarządzanie w warunkach kryzysu w przedsiębiorstwach sprywatyzowanych metodą leasingu pracowniczego.
Działał w Zjednoczonym Stronnictwie Ludowym. Pracował w organach prokuratury, m.in. jako prokurator (1977–1981, 1990–1994), a także praktykował w zawodzie radcy prawnego. Od 1987 do 1990 pozostawał dyrektorem Wydziału Kontroli Urzędu Wojewódzkiego w Chełmie. W latach 1994–1997 pełnił funkcję wojewody chełmskiego. Został też wiceprezesem Zarządu Wojewódzkiego Ochotniczej Straży Pożarnej w Chełmie. W 1997 został w województwie chełmskim wybrany na senatora IV kadencji z ramienia Polskiego Stronnictwa Ludowego. W 2000 zrzekł się mandatu i objął stanowisko dyrektora lubelskiej delegatury Najwyższej Izby Kontroli.
26 listopada 2007 został sekretarzem stanu w Ministerstwie Sprawiedliwości. 20 stycznia 2009 odwołano go z tego stanowiska. 16 września 2011 powołany na stanowisko wiceprezesa NIK przez marszałka Sejmu Grzegorza Schetynę. W 2014 został odwołany z tej funkcji. Objął stanowisko konsula generalnego RP w Hamburgu, które zajmował do 2016.
W 2014 został odznaczony odznaką „Za Zasługi dla Światowego Związku Żołnierzy Armii Krajowej”.